# ألان آركين
ألان آركين (بالإنجليزية: Alan Arkin)‏ مواليد 26 مارس 1934 ممثل ومخرج ومغني أمريكي، عُرف من خلال بطولته للعديد من الأفلام، ترشح في مهرجان توزيع جوائز الأوسكار الخامس والثمانين لجائزة أفضل ممثل مساعد عن فيلم آرغو عام 2012.

## ألسيرة الفنية
ولد في نيويورك لعائلة يهودية من أصول ألمانية وروسية. والده كان كاتباً ورساماً ومدرسّاً فقد وظيفته بسبب انتماءاته السياسية. كان مغرماً بالتمثيل والموسيقى منذ طفولته، وتلقى دروساً في التمثيل وهو لايزال في عمر العاشرة. قدم أول أفلامه (كاليبسو موجة الحر) عام 1957. بعدها توالت أفلامه: «الروس قادمون» سنة 1966، «انتظر حتى الظلام» سنة 1967، «القلب صياد وحيد» سنة 1968، وغيرها. كما شارك في عدة أفلام مهمة، مثل: «الأحياء الفقيرة في بيفرلي هيلز» سنة 1998، «ثلاثة عشر حوارًا حول شيء واحد» سنة 2001، «مدينة الجزيرة» سنة 2009، «ولادة متعثرة» سنة 2010، «الجليد الرقيق» سنة 2011، «آرغو» سنة 2012، و«مباراة الضغينة» سنة 2014. رُشح آلان أركين مرتين لنيل جائزة أفضل ممثل مساعد.

## وفاته
توفي ألان آركين في 29 يونيو 2023 عن عمر ناهز التسعة والثمانين.

## روابط خارجية
- ألان آركين على موقع IMDb (الإنجليزية)
- ألان آركين على موقع ميتاكريتيك (الإنجليزية)
- ألان آركين على موقع الموسوعة البريطانية (الإنجليزية)
- ألان آركين على موقع روتن توميتوز (الإنجليزية)
- ألان آركين على موقع قاعدة بيانات الأفلام العربية
- ألان آركين على موقع ألو سيني (الفرنسية)
- ألان آركين على موقع ميوزك برينز (الإنجليزية)
- ألان آركين على موقع تيرنر كلاسيك موفيز (الإنجليزية)
- ألان آركين على موقع أول موفي (الإنجليزية)
- ألان آركين على موقع قاعدة بيانات برودواي على الإنترنت (الإنجليزية)